# Uharella seymourensis
Uharella seymourensis är en mossdjursart som beskrevs av Taylor, Casadío och Gordon 2008. Uharella seymourensis ingår i släktet Uharella och familjen Brydonellidae. Inga underarter finns listade i Catalogue of Life.